# Yerson Mosquera
Yerson Mosquera Valdelamar (Turbo, Antioquia; 2 de mayo de 2001) es un futbolista colombiano. Juega como defensa central y su equipo actual es el Wolverhampton Wanderers F. C. de la Premier League inglesa.

## Selección nacional
Debutaría el 12 de octubre de 2023 con la Selección Colombia en un empate 2-2 contra Uruguay.Días después volvió a jugar ante Ecuador.Marcó su primer gol en la victoria 2-1 sobre Argentina por Eliminatorias.

### Goles internacionales
| # | Fecha                    | Lugar                                         | Rival     | Gol   | Resultado | Competición                                |
| - | ------------------------ | --------------------------------------------- | --------- | ----- | --------- | ------------------------------------------ |
| 1 | 10 de septiembre de 2024 | Estadio Metropolitano, Barranquilla, Colombia | Argentina | 1 - 0 | 2 - 1     | Eliminatorias Mundial de Norteamérica 2026 |

### Participaciones en Eliminatorias al Mundial
| Eliminatoria                               | Sede del Mundial                | Posición      | Resultado  | PJ | GA | Asis |
| ------------------------------------------ | ------------------------------- | ------------- | ---------- | -- | -- | ---- |
| Eliminatorias Mundial de Norteamérica 2026 | Estados Unidos, México y Canadá | 6°lugar 22pts | En disputa | 4  | 1  | 0    |

## Estadísticas

### Clubes
Actualizado al último partido disputado el 21 de septiembre de 2024.
| Club                              | Div.          | Temporada     | Liga  | Liga  | Copas nacionales | Copas nacionales | Copas internacionales | Copas internacionales | Total | Total |
| Club                              | Div.          | Temporada     | Part. | Goles | Part.            | Goles            | Part.                 | Goles                 | Part. | Goles |
| --------------------------------- | ------------- | ------------- | ----- | ----- | ---------------- | ---------------- | --------------------- | --------------------- | ----- | ----- |
| Atlético Nacional · Colombia      | 1.ª           | 2020          | 4     | 1     | 2                | 0                | 1                     | 0                     | 7     | 1     |
| Atlético Nacional · Colombia      | 1.ª           | 2021          | 12    | 0     | 0                | 0                | 7                     | 0                     | 19    | 0     |
| Atlético Nacional · Colombia      | Total club    | Total club    | 16    | 1     | 2                | 0                | 8                     | 0                     | 26    | 1     |
| Wolverhampton W. F. C. Inglaterra | 1.ª           | 2021-22       | 0     | 0     | 1                | 0                | —                     | —                     | 1     | 0     |
| Wolverhampton W. F. C. Inglaterra | 1.ª           | 2022-23       | —     | —     | —                | —                | —                     | —                     | 0     | 0     |
| Wolverhampton W. F. C. Inglaterra | 1.ª           | 2024-25       | 5     | 0     | —                | —                | —                     | —                     | 5     | 0     |
| Wolverhampton W. F. C. Inglaterra | Total club    | Total club    | 5     | 0     | 1                | 0                | 0                     | 0                     | 6     | 0     |
| F. C. Cincinnati Estados Unidos   | 1.ª           | 2023          | 30    | 3     | 3                | 0                | 2                     | 0                     | 35    | 3     |
| F. C. Cincinnati Estados Unidos   | Total club    | Total club    | 30    | 3     | 3                | 0                | 2                     | 0                     | 35    | 3     |
| Villarreal C. F. · España         | 1.ª           | 2023-24       | 16    | 2     | —                | —                | 2                     | 1                     | 18    | 3     |
| Villarreal C. F. · España         | Total club    | Total club    | 16    | 2     | 0                | 0                | 2                     | 1                     | 18    | 3     |
| Total carrera                     | Total carrera | Total carrera | 67    | 6     | 6                | 0                | 12                    | 1                     | 85    | 7     |

### Selección nacional
Actualizado al último partido disputado el 10 de septiembre de 2024.
| Selección           | Año   | Amistosos | Amistosos | Mundial | Mundial | Sudamérica | Sudamérica | Total | Total |
| Selección           | Año   | Part.     | Goles     | Part.   | Goles   | Part.      | Goles      | Part. | Goles |
| ------------------- | ----- | --------- | --------- | ------- | ------- | ---------- | ---------- | ----- | ----- |
| Absoluta · Colombia | 2023  | —         | —         | —       | —       | 2          | 0          | 2     | 0     |
| Absoluta · Colombia | 2024  | —         | —         | —       | —       | 2          | 1          | 2     | 1     |
| Total               | Total | 0         | 0         | 0       | 0       | 4          | 1          | 4     | 1     |

## Palmarés

### Campeonatos nacionales
| Título             | Club             | Año  |
| ------------------ | ---------------- | ---- |
| Supporters' Shield | F. C. Cincinnati | 2023 |